# منتخب نيبال لكرة اليد للسيدات
منتخب نيبال لكرة اليد للسيدات هو ممثل نيبال الرسمي في المنافسات الدولية في كرة اليد للسيدات
.